# Anders Olofsson

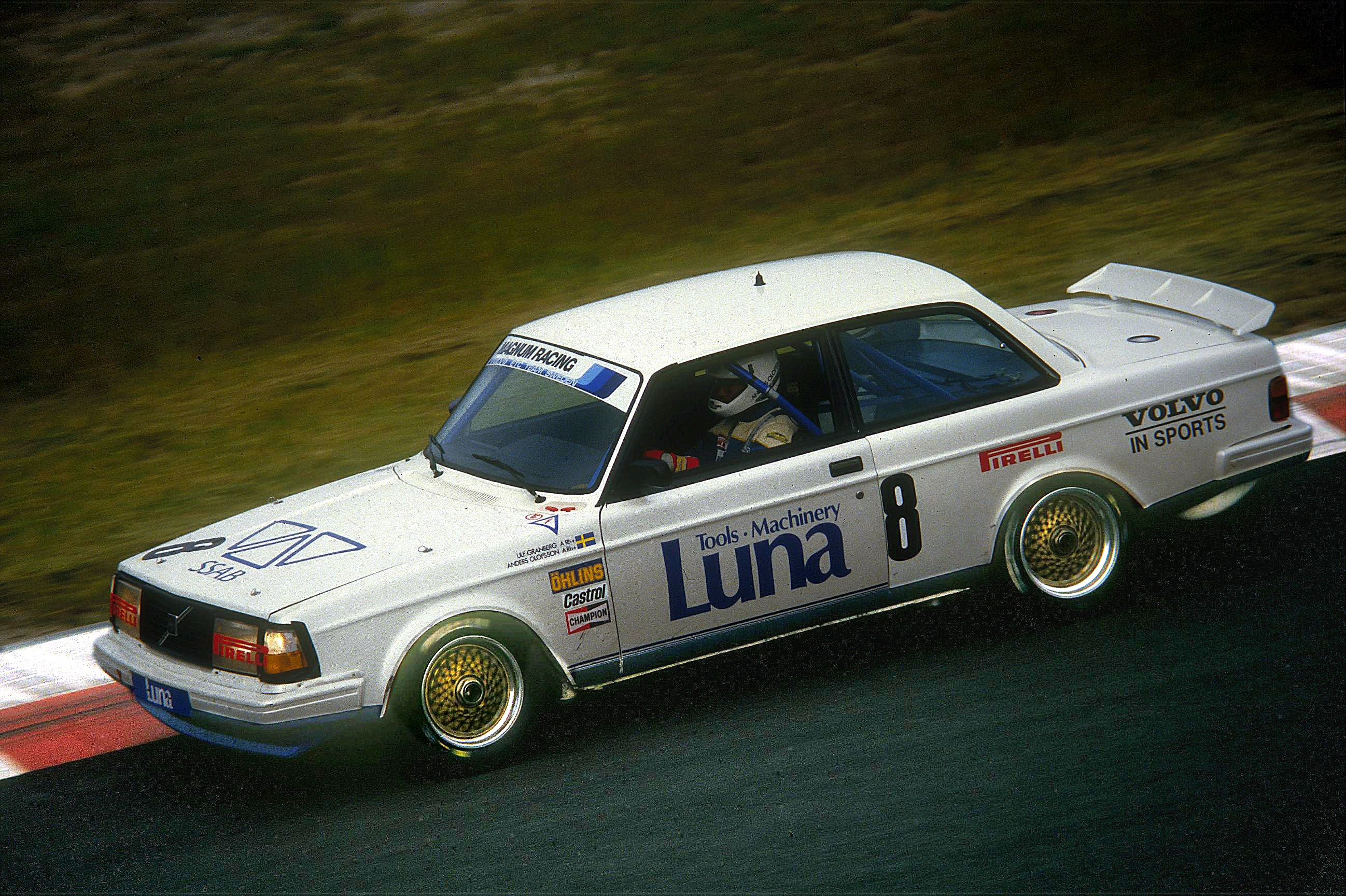
Anders Olofsson im Volvo 240 Turbo beim Training zum Großen Preis der Tourenwagen 1985 am Nürburgring

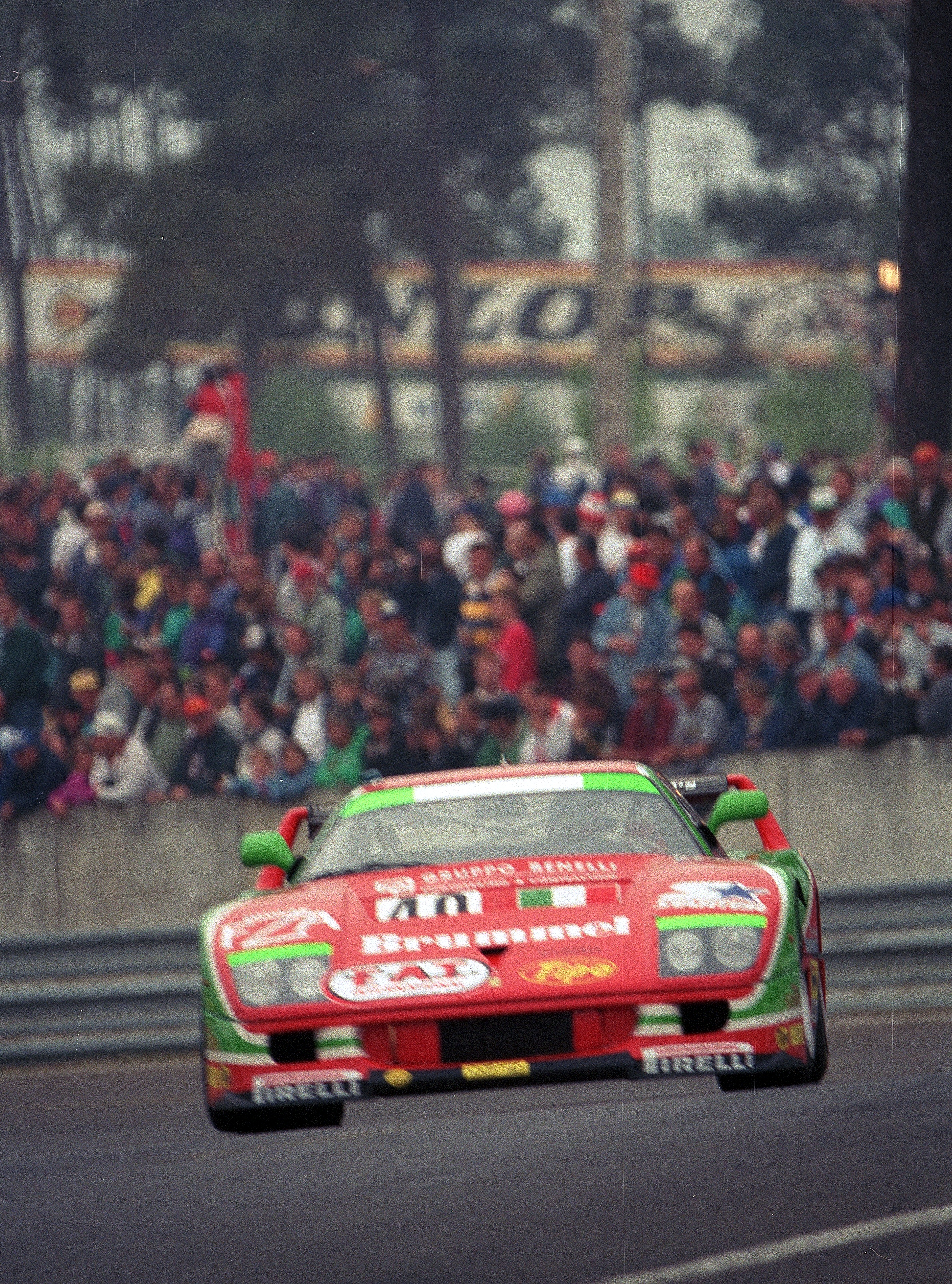
Der von Anders Olofsson gefahrene Ferrari F40 beim 24-Stunden-Rennen von Le Mans 1995

Bert Anders Olofsson (* 31. März 1952 in Argelholm; † 21. Januar 2008 in Harplinge) war ein schwedischer Automobilrennfahrer.

## Karriere
Olofsson startete seine Karriere in der Formel-3 und war zweimal schwedischer Meister. 1977 und 1978 war er in der FIA F3 Europameisterschaft erfolgreich. Zunächst war er Werksfahrer für Nissan, später Fahrer in der japanischen Tourenwagenmeisterschaft; zusammen mit Masahiro Hasemi war er in Japan Meister der Sport-Prototypen. 1991 gewann er mit Naoki Hattori und David Brabham auf einem Nissan Skyline das 24-Stunden-Rennen von Spa-Francorchamps. 1995 und 1996 war Olofsson der Führende in der „BPR Global GT Series“ mit einem Ferrari F40 und einem McLaren F1 GTR, unter anderem Sieger im schwedischen Anderstorp.
Nachdem er für das Gulf Racing/GTC McLaren-Team startete und Zweiter in der Gesamtwertung sowie Erster seiner Klasse bei dem 24-Stunden-Rennen von Le Mans – an dem er neunmal teilgenommen hatte – mit Jean-Marc Gounon und Pierre-Henri Raphanel wurde, trat er 1997 als aktiver Fahrer vom Rennsport zurück.
Olofsson war später zusammen mit Carl Rosenblad Team-Manager des Elgh Motorsport Team, mit dem er bei der Europa-, bei der Welt- und bei der schwedischen Tourenwagenmeisterschaft startete.

## Statistik

### Erfolge
- 1977 Schwedischer Meister Formel 3
- 1978 Schwedischer Meister Formel 3
- 1977 Europameisterschaften Formel 3 (Zweiter Platz)
- 1978 Europameisterschaften Formel 3 (Zweiter Platz)
- 1991 24-Stunden-Rennen von Spa-Francorchamps auf Nissan Skyline mit Naoki Hattori und David Brabham
- 1992 24-Stunden-Rennen von Daytona auf Nissan R91CP mit Masahiro Hasemi, Kazuyoshi Hoshino und Toshio Suzuki
- 1997 FIA-GT-Meisterschaft (24-Stunden-Rennen von Le Mans) auf McLaren F1 mit Jean-Marc Gounon und Pierre-Henri Raphanel (Kategorie GT1; Platz 3)

### Le-Mans-Ergebnisse
| Jahr | Team                | Fahrzeug        | Teamkollege        | Teamkollege           | Platzierung            | Ausfallgrund       |
| ---- | ------------------- | --------------- | ------------------ | --------------------- | ---------------------- | ------------------ |
| 1987 | Italya Sports       | Nissan R86V     | Alain Ferté        | Patrick Gonin         | Ausfall                | Unfall             |
| 1988 | Italya Sport        | March 87C       | Lamberto Leoni     | Akio Morimoto         | Ausfall                | Motorschaden       |
| 1989 | Team Le Mans        | March 88S       | Takao Wada         | Akio Morimoto         | Ausfall                | Zylinder überhitzt |
| 1990 | Team Le Mans        | Nissan R89C     | Takao Wada         | Maurizio Sandro Sala  | Ausfall                | Zündung            |
| 1991 | Courage Compétition | Courage C26S    | Johnny Dumfries    | Thomas Danielsson     | Ausfall                | Motorschaden       |
| 1994 | Strandell           | Ferrari F40     | Luciano della Noce | Sandro Angelastro     | Ausfall                | Elektronik         |
| 1995 | Ennea SRL           | Ferrari F40E    | Luciano della Noce | Tetsuya Ota           | Ausfall                | Getriebeschaden    |
| 1996 | Ennea SRL Igol      | Ferrari F40 GTE | Luciano della Noce | Carl Rosenblad        | Ausfall                | Motorschaden       |
| 1997 | Gulf Team Davidoff  | McLaren F1 GTR  | Jean-Marc Gounon   | Pierre-Henri Raphanel | Rang 2 und Klassensieg |                    |

### Einzelergebnisse in der Sportwagen-Weltmeisterschaft
| Saison | Team                                           | Rennwagen               | 1   | 2   | 3   | 4   | 5   | 6   | 7   | 8   | 9   | 10  | 11  | 12  | 13  |
| ------ | ---------------------------------------------- | ----------------------- | --- | --- | --- | --- | --- | --- | --- | --- | --- | --- | --- | --- | --- |
| 1978   | BMW Sweden                                     | BMW320                  | DAY | SEB | MUG | TAL | DIJ | SIL | NÜR | LEM | MIS | DAY | WAT | VAL | ROD |
| 1978   | BMW Sweden                                     | BMW320                  |     |     | 6   |     |     |     | DNF |     |     |     |     |     |     |
| 1985   | Strandell Motors Cosmik Racing Krauly Racing   | Strandell 85 March 84G  | MUG | MON | SIL | LEM | HOK | MOS | SPA | BRH | FUJ | SEL |     |     |     |
| 1985   | Strandell Motors Cosmik Racing Krauly Racing   | Strandell 85 March 84G  |     |     |     |     |     |     | DNF | 7   | DNF |     |     |     |     |
| 1987   | Italya Sports Person’s Racing                  | Nissan R86V             | JAR | JER | MON | SIL | LEM | NÜN | BRH | NÜR | SPA | FUJ |     |     |     |
| 1987   | Italya Sports Person’s Racing                  | Nissan R86V             |     |     |     |     | DNF |     |     |     |     | 13  |     |     |     |
| 1988   | Italya Racing                                  | March 88S               | JER | JAR | MON | SIL | LEM | BRÜ | BRH | NÜR | SPA | FUJ | SAN |     |     |
| 1988   | Italya Racing                                  | March 88S               |     |     |     |     | DNF |     |     |     |     | DNF |     |     |     |
| 1989   | Nissan Motorsports International               | Nissan R88C             | SUZ | DIJ | JAR | BRH | NÜR | DON | SPA | MEX |     |     |     |     |     |
| 1989   | Nissan Motorsports International               | Nissan R88C             | 11  |     |     |     |     |     |     |     |     |     |     |     |     |
| 1990   | Nissan Motorsports International Kremer Racing | Nissan R89C Porsche 962 | SUZ | MON | SIL | SPA | DIJ | NÜR | DON | MOT | MEX |     |     |     |     |
| 1990   | Nissan Motorsports International Kremer Racing | Nissan R89C Porsche 962 | 3   | 10  |     | 12  |     |     | 8   |     |     |     |     |     |     |
| 1991   | Courage Compétition                            | Cougar C26              | SUZ | MON | SIL | LEM | NÜR | MAG | MEX | AUT |     |     |     |     |     |
| 1991   | Courage Compétition                            | Cougar C26              | DNF |     |     |     |     |     |     |     |     |     |     |     |     |